# Penepodium romandinum
Penepodium romandinum là một loài côn trùng cánh màng trong họ Sphecidae, thuộc chi Penepodium. Loài này được de Saussure miêu tả khoa học đầu tiên năm 1867.